# Иљушин Ил-18
Иљушин Ил-18  (НАТО назив Coot) је четворомоторни турбоелисни совјетски путнички (транспортни) авион који је произвођен у фабрикама авиона у СССР, у периоду од 1959. до 1968. године. Намењен је за средње и дуге линије ваздушног путничког саобраћаја и војним потребама као транспортни, десантни и санитетски авион.

## Пројектовање и развој
Под именом Иљушин Ил-18 се воде два авиона један је био четворомоторни авион са клипним моторима Ил-18 Аш73 саграђен 1946. године који је након годину дана тестирања напуштен, а други је много познатији, четворомоторни авион са турбоелисним моторима развијен средином педесетих година 20. века. Средином педесетих година 20. века било је већ јасно да авиони са клипним моторима не могу да обезбеде захтеве и даљи развој путничке авијације како у погледу капацитета авиона, брзине лета и дужине прелета без слетања, тј. већу продуктивност авиона. У то време се интензивно ради на развоју потпуно нове врсте мотора са гасном турбином, која се грана на турбоелисне и млазне моторе. Мада су се млазни мотори увелико користили за војне авионе, њихова примена на путничким авионима иако су омогућавали знатно повећање брзине лета у односу на авионе са клипним моторима, није била економична.
Први совјетски путнички авион са млазним моторима је био Ту-104 (1956. година) који је настао успешном модификацијом бомбардера Ту-16, он је задовољио повећање брзине лета али му је укупна ефикасност била незадовољавајућа.
Иницијатор пројекта Ил-18 је био Аерофлот који је поставио захтев за наменски пројектовани путнички авион капацитета 75 до 100 места који би био намењен средњем и дуголинијском авио саобраћају. Конструкциони биро Иљушина се прихватио овог изазова и пројектовао такав авион. Авион је пројектован у току 1954. до 1956. године, на основу искуства на пројектовању авиона Ил-16 (четворомоторни авион са клипним моторима) а прототип је направљен до 1957. године.

## Технички опис
Авион Ил-18 је нискокрилни једнокрилац металне конструкције са четири турбоелисна мотора. Авион је полетео 4. јула 1957. године имао је 75 места и турбоелисне моторе НК-4 снаге 2.985 kW, а 17. септембра 1958. авион је полетео први пут са новим моторима АИ-20 који су уграђивани у ове авионе до краја његове производње. Максимални капацитет је износио 120 места а долет 6.500 km. Савршен аеродинамички дизајн, за то време, омогућио је Ил-18 високе летне перформансе. Овај авион је показао да турбоелисни мотори могу одговорити захтевима путничке авијације тога доба у погледу повећања брзине, надморске висине и долета, повећање капацитета, удобности, поузданости и безбедности летења као и постизања високих економских показатеља. То је био први совјетски путнички авион са кабином под притиском и климатизацијом (притисак на нивоу мора и температура од 20 °C), био је опремљен радаром, аутоматским пилотом и низом других уређаја који су омогућавали велику поузданост и безбедност лета.

### Варијанте авиона Ил-18
Авион Иљушин Ил-18 се производио у две фабрике у СССР. Авион Иљушин Ил-18 је прављен за цивилни транспорт путника али исто тако се користио и за војне потребе, стога је развијено 9 основних варијанти овог авиона:
- Ил-18 - основни први производни тип авиона са 75 седишта,
- Ил-18Б - путничка верзија са 84 седишта од 1961. год. 90 до 100 седишта,
- Ил-18И - верзије авиона са снажнијим моторима и 122 путника прототип,
- Ил-18Д - производна верзија авиона Ил-18И,
- Ил-18ДОРР - верзија авиона Ил-18Д намењена истраживању у рибарству,
- Ил-18Е - верзија Ил-18Д без повећаних резервоара за гориво,
- Ил-18Т - карго (теретна) верзија авиона,
- Ил-20 - верзија авиона Ил-18 за фото и електронско извиђање
- Ил-22 - летеће командно место засновано на Ил-18,
- Ил-24 - извиђачке верзије авиона Ил-18,
- Ил-38 - против подморничка верзије авиона Ил-18,

## Оперативно коришћење

### Коришћење у свету
Иљушин Ил-18 је један од најпознатијих и најпопуларнијих совјетских путничких авиона. Произвођени и продавани и то углавном авио-компанијама у Совјетском Савезу и земљама Варшавског уговора као и земљама Азије и Африке и представљали су окосницу средње и дуго линијског ваздушног саобраћаја дуги низ година. Почели су да се користе 1959. године и у употреби су већ више од 50 година, били су веома издржљиви тако да су многи од њих постигли више од 45.000 сати налета. Ови авиони су коришћени и за летове у екстремно тешким условима као што су летови на Арктик и Антарктик. У току 1962. године Иљушин Ил-18 је коришћен за лет на Антарктик са додатним резервоарима уместо дела столица у путничкој кабини, тако да су резервоари увећани са 23.500 на 31.000 литара горива. Након искључивања ових авиона из путничког саобраћаја многи су претворени у карго верзије за превоз терета. 
Због своје поузданости и безбедности коришћен је за превоз важних особа. По поруџбини су рађене специјалне ВИП верзије (Салон) авиони. На Светској изложби у Бриселу 1958. године, овај авион је добио прву награду. Седамнаест страних авио-компанија је купило укупно 125 ових авиона са 100 до 120 седишта. Овом успешном авиону је подигнут споменик на московском аеродрому Шереметјево. Наследник овог авиона је млазни Ил-62.

### Коришћење у Југославији
За потребе председника Југославије, Тита, купљена су два авиона Иљушин Ил-18Д Салон, који су били у служби од 1967 до 1975. године. Овим авионом је друг Тито остварио највише налета од свих авиона који су му били на располагању.

## Земље које су користиле овај авион
| - Авганистан - Бугарска - Кина - Куба - Чехословачка - Источна Немачка - Западна Немачка | - Египат - Џибути - Гана - Украјина - Грузија - Казахстан - Киргистан | - Гвинеја - Индија - Сомалија - Северна Кореја - Уједињени Арапски Емирати - Пољска - СССР | - Сри Ланка - Вијетнам - Јемен - Југославија - Мађарска - Мали - Румунија |

## Галерија
- Четворокрака елиса на авиону Ил-18
- Против подморнички авион Ил-38 (верзија Ил-18)
- Архивски снимак Ил-18 на аеродрому Ерфурт (1979)
- Цртеж авиона Ил-18
- Поштанска марка ДДР са Ил-18
- Ил-38 изнад америчког носача Мидвеј